# Kettle River Range
 Kettle River Range, zkráceně také Kettle Range, je pohoří na severovýchodě státu Washington, ve Ferry County, které zasahuje i do Britské Kolumbie.
Nejvyšší horou pohoří je Copper Butte (2 176 m). Pohoří je označováno za součást horského pásma Monashee Mountains, respektive Kolumbijských hor.
Je pojmenováno podle řeky Kettle River.